# Sendero Rojo
Sendero Rojo o Partido Comunista del Perú Marxista-Leninista-Maoísta (PCP-MLM) o Partido Comunista del Perú Pro-Seguir (PCP Pro-Seguir) fue una organización terrorista peruana de ideología marxista-leninista-maoísta-pensamiento Gonzalo[cita requerida] surgida en 1992. Estaba conformada por senderistas opuestos a los "acuerdos de paz" y afines a proseguir con la "guerra popular" tras la captura de Abimael Guzmán. Fue liderada por Óscar Ramírez Durand, "Camarada Feliciano", y desarticulada en 1999 tras su captura en la Operación Cerco 99.

## Historia

### Orígenes
El 12 de septiembre de 1992, el líder de Sendero Luminoso, Abimael Guzmán, es capturado por los agentes del GEIN en el transcurso de la Operación Victoria. Tras su captura, Guzmán pidió negociar un acuerdo de paz con el gobierno peruano. Esto provocó que dentro de Sendero Luminoso se originaran intensos debates entre aquellos que aceptaban el llamado a los acuerdos ("acuerdistas") y aquellos que deseaba seguir con la "guerra popular" (facción Pro-Seguir), iniciándose la división en 1993. Los senderistas afines a la línea Pro-Seguir declararon como traidores a Guzmán y a los "acuerdistas" (calificándolos como parte de la "Línea Oportunista de Derecha") e hicieron un llamado a continuar con las acciones subversivas.

### Proceso de reorganización y ruptura con Sendero Luminoso
Entre 1992 y 1995, los miembros de la Facción Pro-Seguir siguieron con la línea de acción de Sendero Luminoso. Los senderistas de la Facción Pro-Seguir empezaron con la reorganización del partido llegando a la ruptura con Sendero Luminoso en 1995 con el comunicado "¡Superar el recodo, desarrollando la guerra popular" donde declaraban:
1. Superar el recodo de la captura de Guzmán. 
2. Combatir la reacción y el Imperialismo.  
3.Aplastar la patraña de la “pacificación”. 
4. Aplastar la LOD (Línea Oportunista de Derecha), revisionista y capitulacionista, 
5. Sentar las bases para la realización del IV Pleno. 

6. Reorganización general del partido
En el transcurso de la reorganización, el Ejército Guerrillero Popular (EGP), brazo armado de Sendero Luminoso, fue denominado Ejército Popular de Liberación (EPL). Además se creó un "Comité Central de Emergencia" y la "Nueva Red", un organismo destinado a reconstruir las estructuras de Sendero Luminoso. La "Nueva Red" sería desarticulada en 1995.
El "Comité Central de Emergencia" fue conformado por: alias "Camarada Feliciano"; Margie Evelyn Clavo Peralta, alias "Camarada Nancy"; María Rodríguez Neyra de la Mata, alias "Camarada Rita";  Pedro Quinteros Ayllón, alias "Camarada Luis"; Rodolfo Cárdenas Ruiz, alias "Camarada Gabriel"; Jorge Eduardo Olivares del Carpio, alias "Camarada Roldán" y Maruja Arango Chávez, alias "Camarada Berenice".  Además, se dispuso el repliegue hacia la ceja de selva para atrincherarse en el Comité Regional del Huallaga.
Los miembros de Sendero Rojo, a pesar de calificar a Guzmán de traidor, siguieron adheridos al Pensamiento Gonzalo considerando que se debía tomar solo su pensamiento como guía.

### Desarticulación
A partir de 1995 fueron capturados importantes mandos de Sendero Rojo. Esto hizo que en 1996, Sendero Rojo iniciara el repliegue a las zonas rurales concentrándose en la zona del VRAEM y el Huallaga. En aquel año, se organizó su última reunión, que finalizó con la captura de Elizabeth Cárdenas Huyta, "Camarada Aurora". En 1999, el "Camarada Feliciano" sería capturado en la Operación Cerco 99, lo que vendría en la desaparición de Sendero Rojo. Dadas estas circunstancias, Sendero Rojo quedarían bajo el mando de los hermanos Quispe Palomino. Con el paso del tiempo, la organización evolucionó para transformarse en el Militarizado Partido Comunista del Perú al mismo tiempo se crearon otras facciones senderistas como el Comité Base Mantaro Rojo y la Facción del Huallaga.